# Barbados Stock Exchange

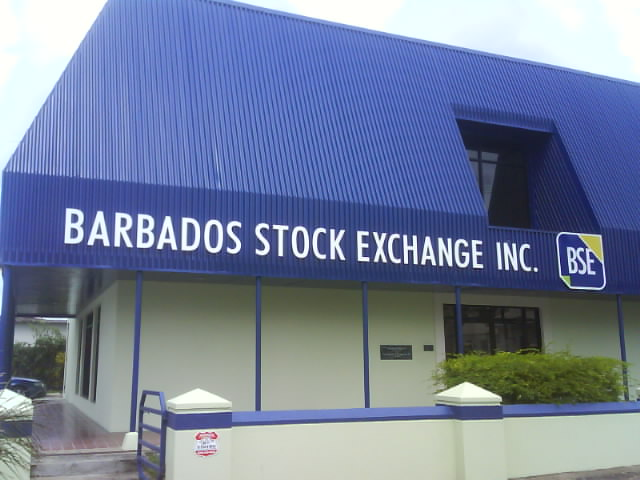
Siedziba giełdy

Barbados Stock Exchange – giełda papierów wartościowych w Bridgetown, stolicy Barbadosu. Według stanu na 16 kwietnia 2015, na giełdzie notowane są akcje 22 spółek, a łączna kapitalizacja wszystkich instrumentów wynosi 8,4 miliarda dolarów.
Giełda została otwarta 2 sierpnia 2001 roku, lecz jej początki sięgają 1987, od kiedy funkcjonowała Securities Exchange of Barbados. W 2001 roku Barbados Stock Exchange zniosła i zastąpiła Securities Exchange of Barbados.
Giełda funkcjonuje jako organizacja non-profit, a jej właścicielami są jej członkowie.